# Zygaenodes
Zygaenodes är ett släkte av skalbaggar. Zygaenodes ingår i familjen plattnosbaggar.

## Dottertaxa tillZygaenodes, i alfabetisk ordning[1]
- Zygaenodes antiallus
- Zygaenodes bakeri
- Zygaenodes bos
- Zygaenodes capensis
- Zygaenodes clivinus
- Zygaenodes coomani
- Zygaenodes cristatus
- Zygaenodes diopsideus
- Zygaenodes discoidalis
- Zygaenodes fernandus
- Zygaenodes ferrealis
- Zygaenodes griseus
- Zygaenodes helmiscus
- Zygaenodes horni
- Zygaenodes infortunatus
- Zygaenodes jordani
- Zygaenodes latifrons
- Zygaenodes latipes
- Zygaenodes latus
- Zygaenodes leucopis
- Zygaenodes lituratus
- Zygaenodes molitor
- Zygaenodes monstrosus
- Zygaenodes quadrituberculatus
- Zygaenodes simus
- Zygaenodes tibialis
- Zygaenodes triangularis
- Zygaenodes vigens
- Zygaenodes wollastoni